# Joseph Hooker
Joseph Hooker (13 tháng 11 năm 1814 – 31 tháng 10 năm 1879), là tướng lĩnh quân đội Liên bang miền Bắc thời Nội chiến Hoa Kỳ. Tuy ông lập nhiều chiến công nhỏ trong cuộc chiến, ông thường được lịch sử nhắc đến trong trận Chancellorsville (năm 1863) nơi ông bị tướng miền Nam Robert E. Lee đánh đại bại, tổn thất nặng nề.